# Deiniol
Deiniol (em latim: Daniel; séc. VI, Gwynedd, Gales - 572 (ou 584), Ilha Bardsey) foi tradicionalmente o primeiro bispo de Bangor no Reino de Gwynedd, País de Gales. Dizem que a atual Catedral de Bangor, dedicada a Deiniol, fica no local onde ficava seu mosteiro. Ele é venerado na Bretanha como São Denoual.

## Vida
De acordo com uma Vida Latina de Deiniol, preservada em Peniarth MS226 e transcrita em 1602 por Sir Thomas Williams de Trefriw, ele era filho do abade Dunod Fawr, filho de Pabo Post Prydain. A família, tendo perdido suas terras no Norte da Inglaterra, recebeu terras do rei de Powys, Cyngen Glodrydd.
Deiniol abraçou a vida religiosa e é dito ter estudado com Cadoc de Llancarfan. Sir David Trevor descreve Deiniol como um dos sete primos abençoados que passaram parte de sua juventude como um eremita "no braço de Pembrokeshire", mas foi chamado para ser bispo apesar das deficiências em sua educação formal. Deiniol logo deixou Powys para Gwynedd, onde fundou o mosteiro de Bangor, Gwynedd sob o patrocínio de Maelgwn Gwynedd, que o dotou de terras e privilégios, mais tarde elevando-o ao posto de sé oficial de um bispo, compartilhando uma fronteira comum com o principado de Gwynedd. Diz-se que Deiniol foi consagrado a essa sé por Dubrício no ano de 516. Deiniol passou o resto de seus dias lá como abade e bispo.
Ele compareceu ao Sínodo de Llanddewi Brefi em c. 545 com Davi quando o assunto das regras de penitência estava sendo discutido. De acordo com os Annales Cambriae, Deiniol morreu em 584 e foi enterrado na Ilha Bardsey. É possível que esta data, como as datas fornecidas para as mortes de Davi e Kentigern, seja doze anos mais tarde do que deveria ser, caso em que a data correta é 572. A Igreja Catedral de São Deiniol em Bangor é dedicada em seu nome.

## Legado
Seu culto no norte de Gales era bastante extenso e várias igrejas são dedicadas a ele, incluindo Worthenbury perto de Wrexham e Hawarden, Flintshire no norte de Gales (bem como outras igrejas em Flintshire). Existem também igrejas dedicadas em Llangarron, Llanfor, Llanuwchllyn, Eyton e Itton; perto de Cardigan Bay há uma vila de Llanddeiniol - "paróquia de São Deiniol" - que já foi o nome de Itton.
A igreja de Marchwiel é dedicada a Deiniol e também há dedicações em Itton, em Monmouthshire, e Llangarron, em Herefordshire.
William Ewart Gladstone dedicou a Biblioteca São Deiniol, uma biblioteca residencial em Hawarden, Flintshire, para estudantes de artes, em 1896.
No atual calendário litúrgico católico romano do País de Gales e no da Igreja Anglicana do País de Gales, ele é comemorado na data tradicional de 11 de Setembro.
Seu nome foi dado ao Deiniol Centre, um shopping center em Bangor.
Ele pode ser referenciado no nome da melodia do hino, St. Denio ("Imortal, invisível").